# Chiesa di Sant'Andrea Apostolo (Jenne)
La chiesa di Sant'Andrea Apostolo è la parrocchiale di Jenne, in città metropolitana di Roma Capitale e diocesi di Tivoli; fa parte della quinta vicaria.

## Storia
La giurisdizione sulla località di Jenne fu conferita intorno alla metà dell'XI secolo da papa Leone IX all'abbazia di Subiaco; questo possesso venne poi confermato "in perpetuo" da papa Urbano VIII nel 1639.
All'inizio del XIX secolo l'antico luogo di culto si rivelò insufficiente a soddisfare le esigenze dei fedeli e, così, si decise di costruirne uno nuovo. La prima pietra dell'erigenda parrocchiale venne posta il 6 luglio 1835; l'edificio, progettato dall'architetto Nicola Jona, fu consacrato il 13 settembre 1874 dall'abate commendatario di Subiaco cardinale Raffaele Monaco La Valletta.
Nel Novecento la struttura venne interessata da un restauro e nel 2000 fu adeguata alle norme postconciliari mediante l'aggiunta dell'altare rivolto verso l'assemblea; nel 2002 la parrocchia di Sant'Andrea, in ottemperanza al decreto Venerabilis Abbatia Sublacensis della Congregazione per i vescovi, passò dall'abbazia territoriale di Subiaco alla diocesi di Tivoli.

## Descrizione

### Esterno
La facciata a capanna della chiesa, rivolta a sudovest, presenta centralmente il portale d'ingresso, sormontato da un timpanetto curvilineo, ed è scandita da tre paraste d'ordine tuscanico poggianti su alti basamenti e sorreggenti l'architrave con fregio caratterizzato da triglifi e dalla scritta "Divo Andreæ dicatum"; il prospetto è infine coronato dal frontone triangolare entro il quale s'apre un oculo.
Ai lati della parrocchiale si elevano i due campanili gemelli, ognuno dei quali presenta all'altezza della cella quattro monofore a tutto sesto ed è coperto dal tetto a quattro falde.

### Interno
L'interno dell'edificio si compone di un'unica navata, sulla quale si affacciano i bracci del transetto e le cappelle laterali, introdotte da archi a tutto sesto, e le cui pareti sono scandite da lesene con capitelli corinzi sorreggenti la trabeazione aggettante e modanata sopra cui si imposta la volta a botte; al termine dell'aula si sviluppa il presbiterio, rialzato di alcuni gradini, introdotto dall'arco santo e chiuso dall'abside di forma semicircolare.
Qui sono conservate diverse opere di pregio, tra le quali il Crocifisso ligneo, intagliato nel XVI secolo, le due tele ottocentesche raffiguranti i Santi Antonio Abate e Antonio di Padova e Sant'Andrea Apostolo, eseguite da Natale Carta, e le due pale che ritraggono Vergine Immacolata con i santi Pietro e Filomena e San Rocco, realizzate da Alessandro Zamboni rispettivamente nel 1862 e nel 1863.